# 佐藤次彦
佐藤 次彦（さとう つぎひこ、1925年7月29日 - 2001年）は、日本の機械工学者。大阪工業大学第7代学長・名誉教授。工学博士（大阪大学）。溶接学会抵抗溶接研究委員会（現：軽構造接合加工研究委員会）初代委員長。
専門は、熱工学・溶接工学・接合工学、金属工学・溶接/接合システム工学。

## 略歴
福岡県出身。福岡県中学修猷館を経て、大阪大学大学院工学研究科にて工学博士。1957年大阪工業大学工学部機械工学科に着任、機械工学教室を担当。助教授、教授などを経て、1983年同大学学長。1995年大阪工業大学名誉教授。
大阪工業大学工学部機械工学科にて35年以上の長きに渡り教鞭を執り、特に初期の溶接工学・溶接/接合システム工学の研究育成に貢献した。ドイツの溶接研究・研修機関である国際溶接技術協会（GSI-SLV）へ視察を行うなど抵抗溶接関連の教育を推進した。2001年逝去。日本航空123便墜落事故で娘を失った遺族の一人。
主な所属学会は、溶接学会、日本溶接協会など。主な受賞は、溶接学術振興賞（1992）、日本溶接協会業績賞（1993）。

## 主な研究
- 溶融状態を含む熱伝導理論
- 点溶接と電極運動(第1報) : 空気機械系としての電極の運動について[7]
- 異種金属の点圧接法(I): 圧接機構
- スポット溶接継手強さの温度依存性のついて
- 磁気駆動アーク溶接におけるアークの回転挙動についての実験的研究
- フラッシュ・バット溶接における温度分布の理論的解析